# Erlöserkirche (Bad Kissingen)

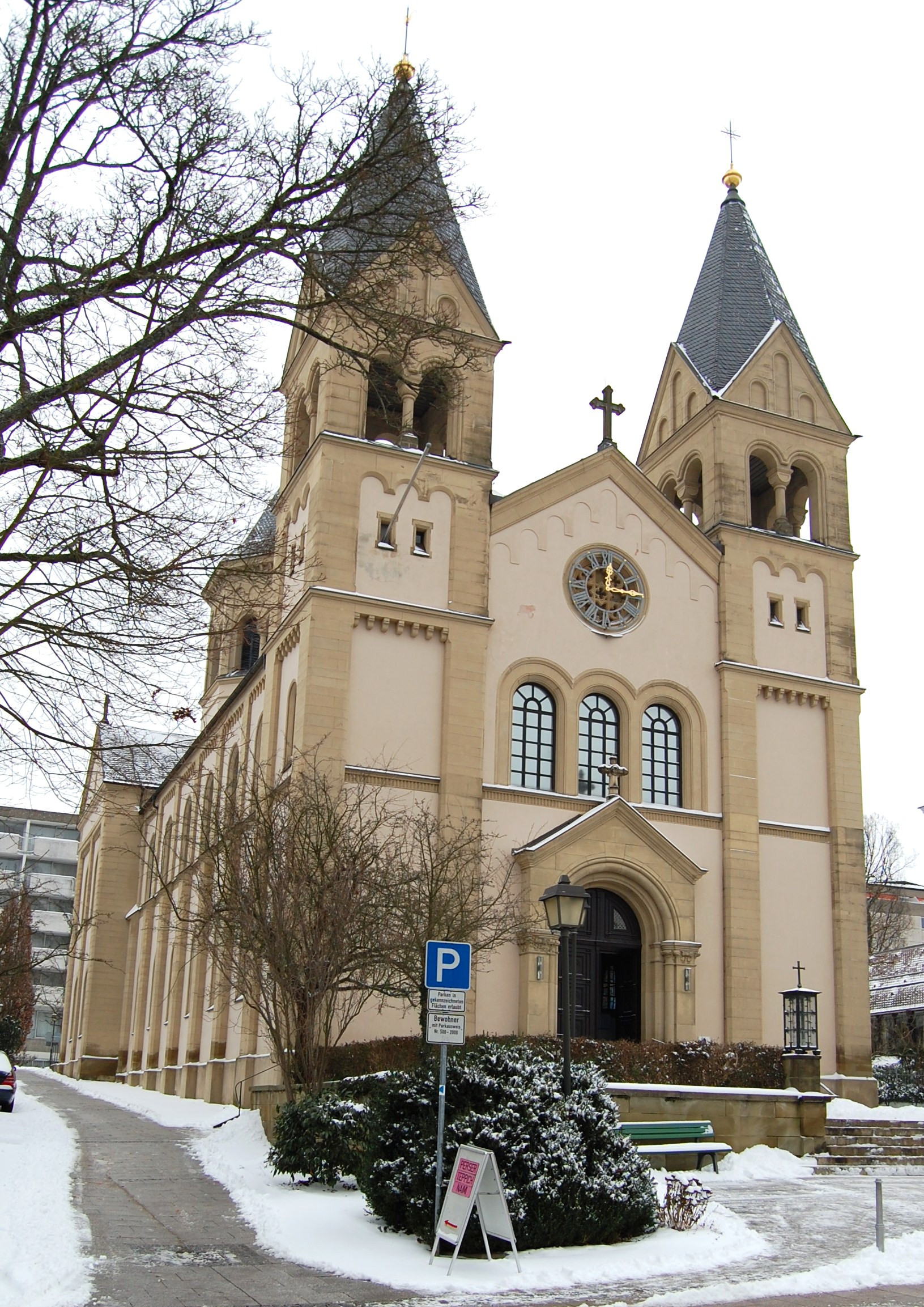
Erlöserkirche von 1891 (Vorderansicht)

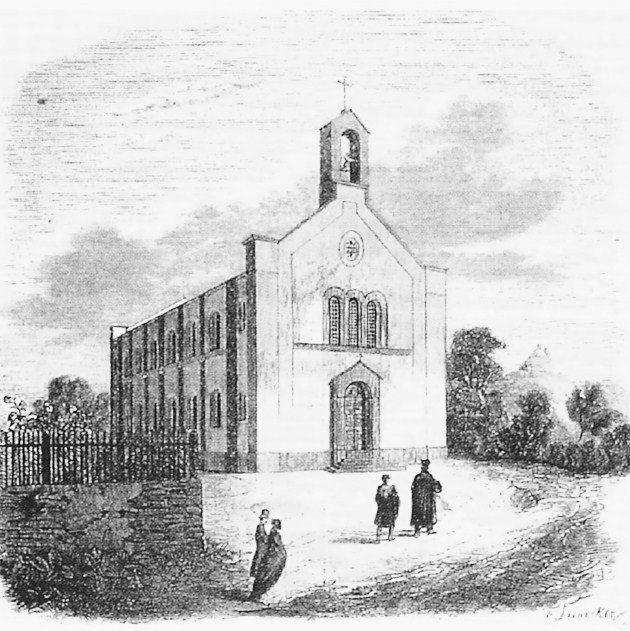
Evangelisches Bethaus von 1847

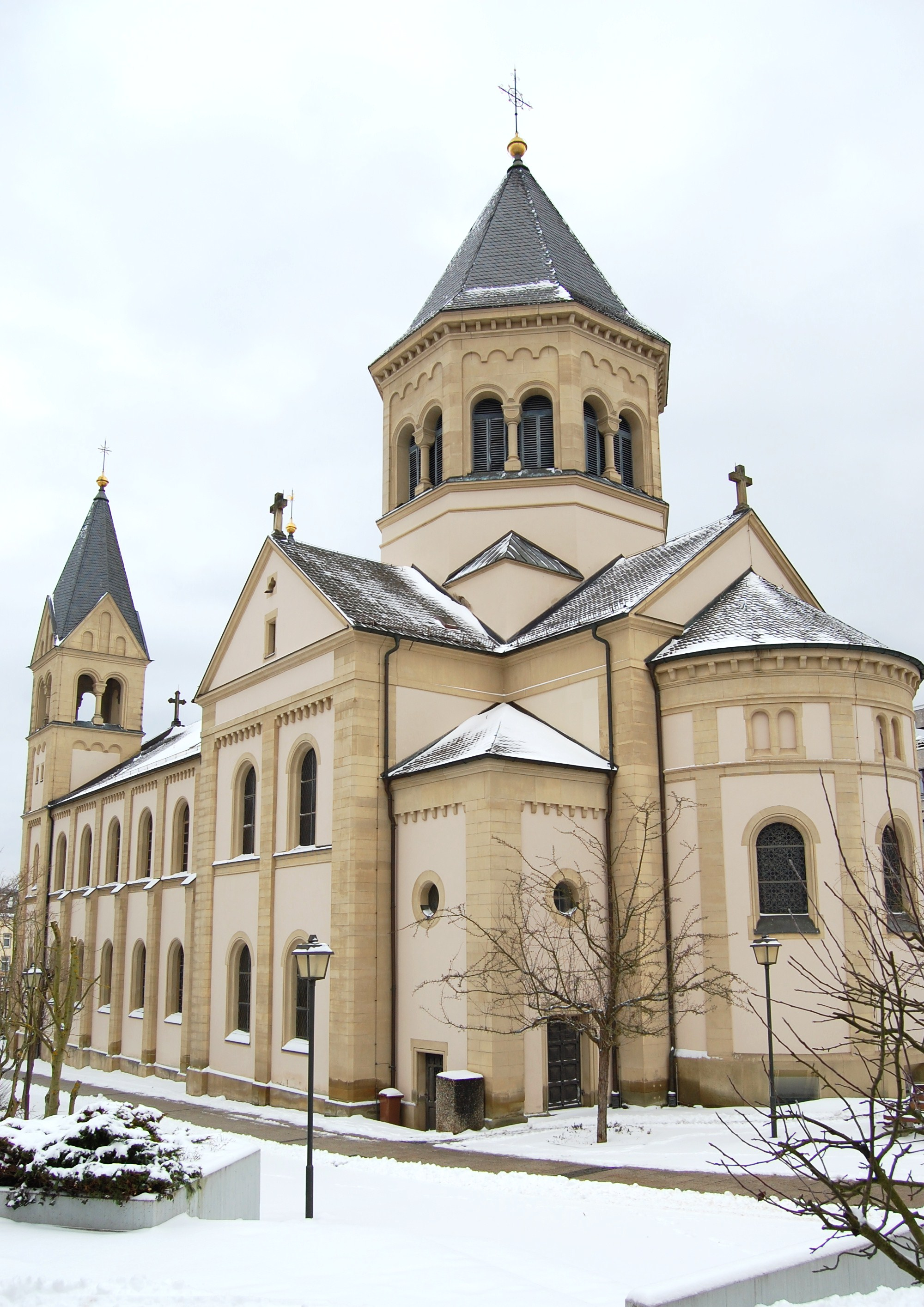
Erlöserkirche (Rückansicht)

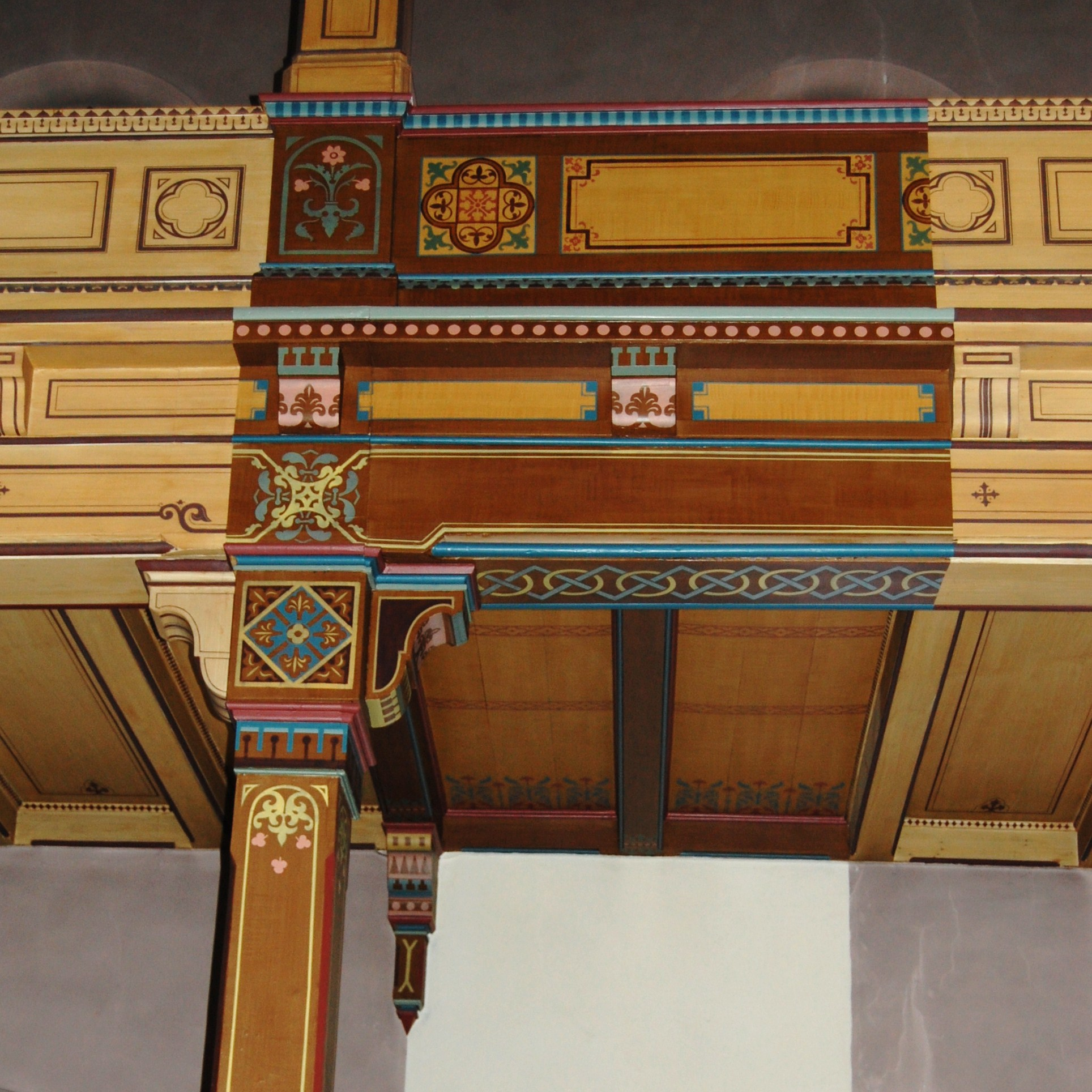
Restaurierte Originalmalerei von 1891 an der Empore

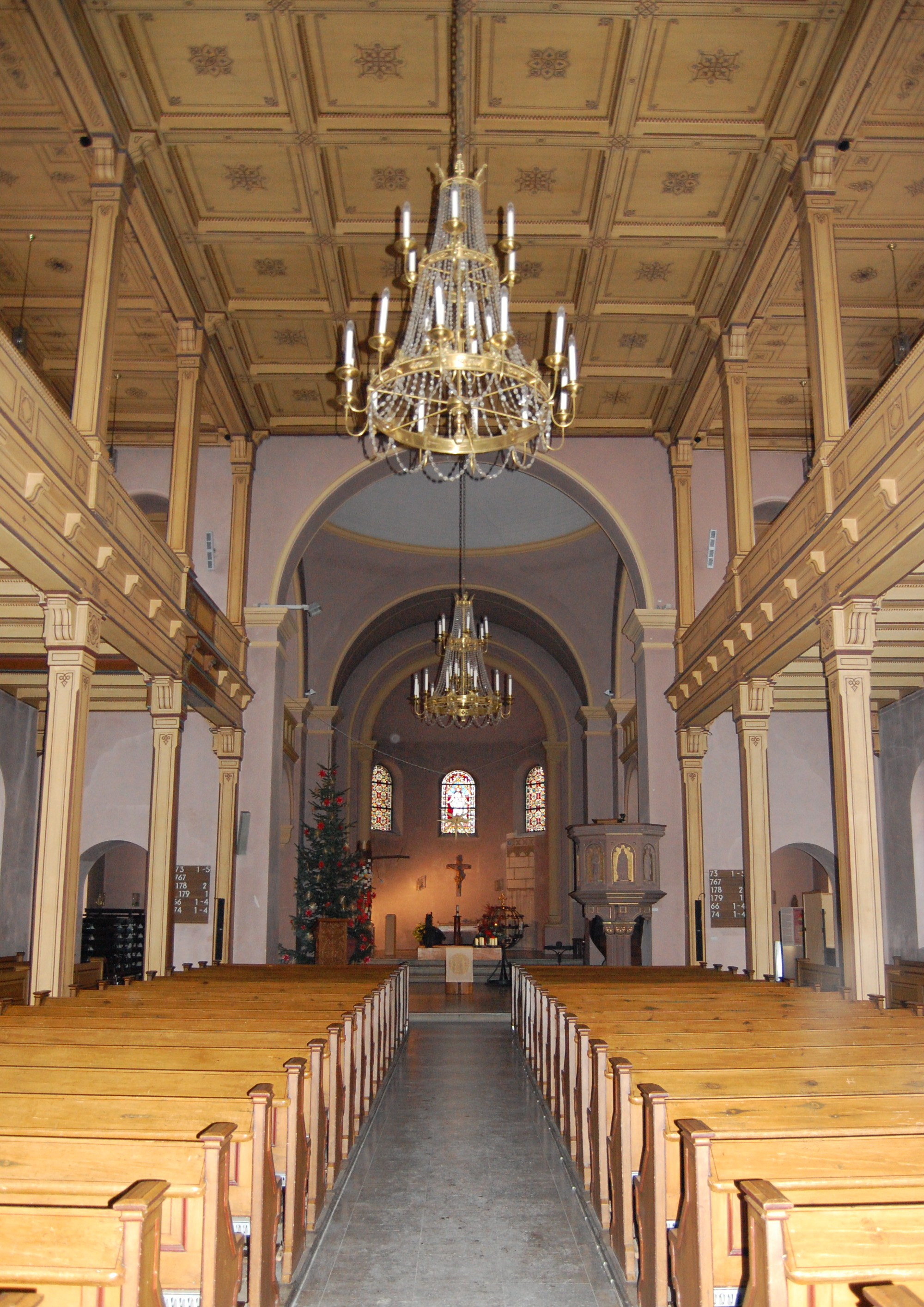
Innenansicht

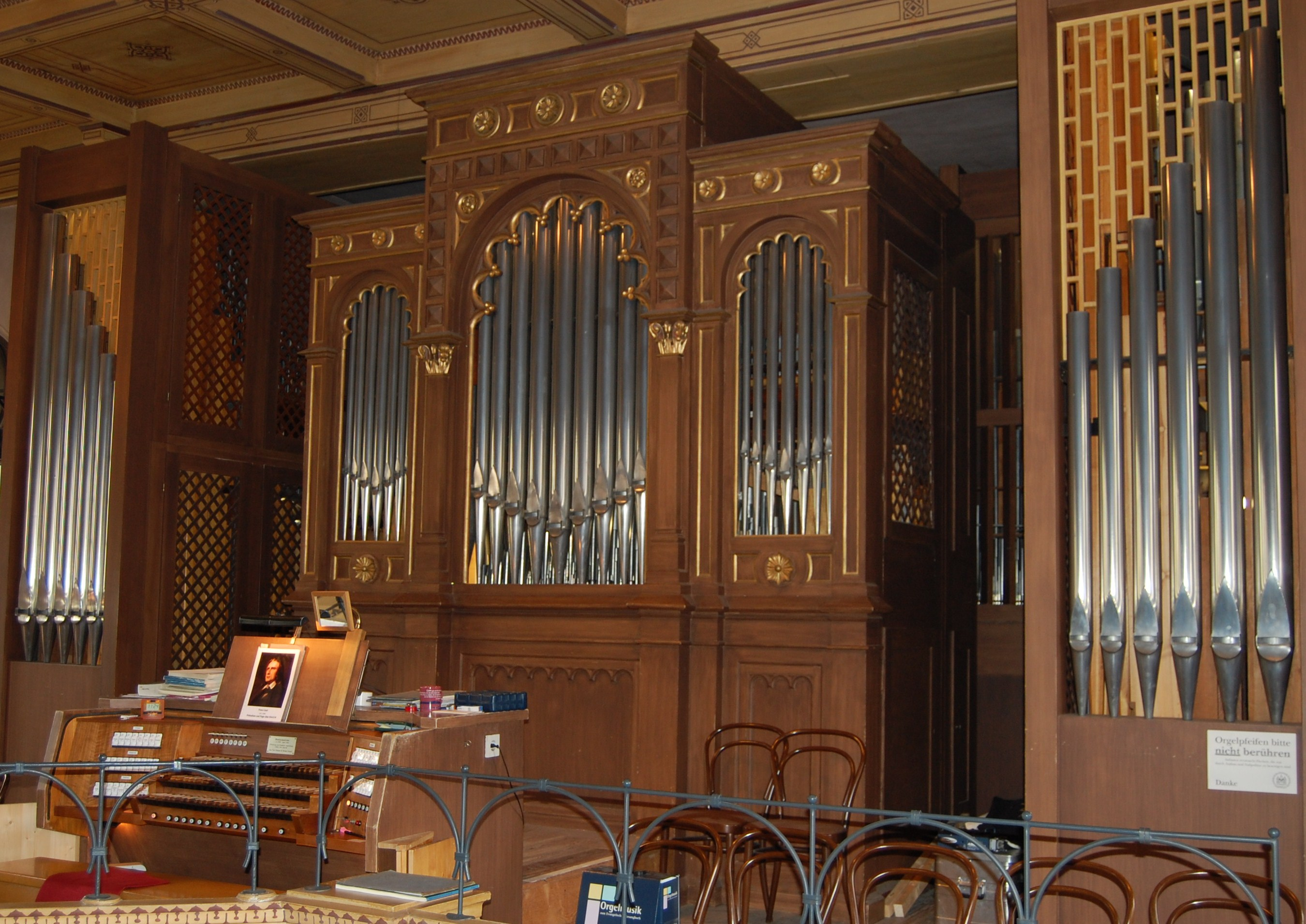
Steinmeyer-Orgel von 1979

Die Erlöserkirche ist die einzige evangelisch-lutherische Kirche des bayerischen Staatsbades Bad Kissingen. Sie steht seit 1847 im (heutigen) Stadtzentrum an der Prinzregentenstraße, Ecke Martin-Luther-Straße.

## Baugeschichte

### Gründung der evangelischen Gemeinde
Der bayerische König Ludwig I. erteilte im Jahr 1840 die „allerhöchste Bewilligung“' für die Berufung eines „Badepredigers“ während der Sommermonate, nachdem in den Jahren 1830 bis 1839 die Zahl der überwiegend evangelischen Kur- und Sommergäste von nur 800 auf 4.000 Personen angestiegen war. Damit war im katholischen Bad Kissingen die Abhaltung evangelischer Gottesdienste gewährleistet. Am Sonntag Cantate des Jahres 1840 (17. Mai) fand mit Pfarrer Höfer aus Schweinfurt der erste evangelische Gottesdienst im Saal des königlichen Landgerichts statt. Nachdem in der Folgezeit Geldsammlungen schon genehmigt waren, bemühte sich die Gemeinde im Jahr 1844 in einer offiziellen Petition um den Bau eines ersten eigenen Kirchengebäudes.

### Erste Kirche von 1847
König Ludwig I., der mit der evangelischen Prinzessin Therese von Sachsen-Hildburghausen verheiratet war, ließ daraufhin in „landesväterlicher Fürsorge“ in den Jahren 1845/1846 aus eigenen Mitteln von seinem Hofbaurat Friedrich von Gärtner am heutigen Standort ein kleines protestantisches Bethaus im Stil der italienischen Frührenaissance bauen. Die Baukosten betrugen 40.000 Gulden. Die feierliche Einweihung des mit einer vom Orgelbauer Carl Friedrich Geyer (Bamberg) angefertigten Orgel erfolgte am 6. Juni 1847. Durch ein zum 1. März 1850 gewährtes ständiges Vikariat, das der Pfarrei Schweinfurt zugeordnet war, konnte die neue Kirche auch in den Wintermonaten genutzt werden. Großzügige Spenden ermöglichten im Jahr 1858 den Bau eines evangelischen Pfarrhauses in der Von-Hessing-Straße, in dem auch die neue protestantische Volksschule untergebracht werden konnte.
Nachdem die Zahl der Kurgäste im Jahr 1863 schon auf 7000 Personen angewachsen war – die evangelische Ortsgemeinde war allerdings nur 250 Mitglieder groß – wünschte sich die in den Sommermonaten stark vergrößerte Gemeinde eine eigene Pfarrei. Ein entsprechendes Gesuch an den am 28. Juni 1864 in Kissingen weilenden König Ludwig II. fand nur wenige Monate später am 15. September mit der Erhebung des bisherigen Vikariats zu einer Pfarrei seine „allergnädigste Gewährung“.

### Orgelneubau von 1885
Als die erste Orgel von 1847 den kirchenmusikalischen Ansprüchen nicht mehr genügte, wurde auf Anregung von Pfarrer Hermann Beck (Amtszeit 1884 bis 1891, später Dekan in Würzburg) eine durch Spenden finanzierte neue Orgel angeschafft. Die von der „Königlich-Bayerischen Hof-Orgel- und Harmonium-Fabrik G. F. Steinmeyer“ in Oettingen gefertigte Orgel wurde 1885 eingeweiht (Opus 276). Zuvor hatten am Samstag, dem 18. Juli 1885, als Experten die Herren Meyer, Kantor aus Ansbach, und Paul Hohmann (Bad Kissingen) die neue Orgel geprüft und als „vorzüglich“ abgenommen.

### Heutige Kirche von 1891
Nachdem schon im Jahr 1882 die 12.000-Marke der Kurgastzahl überschritten und die Kirche inzwischen zu klein geworden war, gelang es Pfarrer Beck, die Genehmigung für die notwendige Kirchenerweiterung zu erwirken. Die Baukosten in Höhe von 98.000 Mark konnten durch „gnädigste bewilligte Zuwendungen aus königlichen Kassen“, dank eines Zuschusses des bayerischen Landtags und hoher Spenden von Gemeindemitgliedern bis auf 24.000 Mark, für die die inzwischen 600 Mitglieder starke Kirchengemeinde selbst aufzukommen hatte, gedeckt werden, so dass im Jahr 1890 die Gebäudeerweiterung nach den Plänen von August Thiersch (München) und des Schweinfurter Architekten Bruno Specht begonnen werden konnte. Die Einweihung der Kirche fand am 25. Oktober 1891 statt. Prinzregent Luitpold von Bayern besuchte den Kirchenneubau am 2. Juni 1894 während seines Kissingen-Aufenthalts.
Nach Abbruch der alten Apsis wurde das Kirchenschiff verlängert und ein 18 Meter tiefer Chor im neuromanischen Baustil geschaffen. So konnten die Bankreihen auf 800 Sitzplätze erweitert werden. Über dem Kuppelgewölbe erhebt sich heute der 40 Meter hohe Glockenturm, in dem drei Glocken untergebracht waren; zwei davon wurden im Ersten Weltkrieg zum Einschmelzen abgeliefert. Die beiden Türme an der Stirnseite der Kirche überragen das Kirchendach um 16 Meter. Das Kircheninnere erhielt einen Fürstenstand, eine steinerne Kanzel und einen Taufstein, ausgeführt vom Bad Kissinger Bildhauer Valentin Weidner. Die Innenmalerei wurde von C. Gavde jun. ausgeführt.
Im Jahr 1952 wurde die Kirche erstmals renoviert, einheitlich hell gestrichen und dabei auch der bisher ausgemalte Altarraum verändert. Erst nach der zweiten Renovierung im Jahr 1980 erhielt die Kirche ihren heutigen offiziellen Namen „Erlöserkirche“. Für eine dritte dringend notwendige Renovierung, die mit etwa drei Millionen Euro veranschlagt wird, fehlt bisher das Geld.

### Orgelumbau von 1910
Die Steinmeyer-Orgel von 1885 behielt auch im erweiterten Gotteshaus ihren alten Platz. Aus einem 1904 erstellten Gutachten von Musikprofessor Richard Bartmuß (Dessau) ging allerdings hervor, dass diese Orgel nicht den notwendigen voluminösen Ton für die neue Kirchengröße besitze, das Gehäuse mangelhaft sei und die Pneumatik neu geordnet werden müsse, weshalb eine neue Orgel mit der Funktion einer Konzertorgel erforderlich sei. Diesem Urteil schloss sich 1908 die Orgelbaufirma Steinmeyer an. Daraufhin legte die Kirchengemeinde in der Hoffnung auf erneute Spendenbereitschaft noch im selben Jahr einen Orgelbau-Fonds an (Kauf von Pfandbriefen und Kommunalobligationen). Dank hoher Spenden und staatlicher Zuschüsse wurde es möglich, dass Pfarrer Kadner am 8. Januar 1910 einen Vertrag mit der Firma G. F. Steinmeyer über den Umbau der vorhandenen Orgel unterschreiben konnte. Wegen einer „Influenza-Epidemie“ unter den Mitarbeitern konnte das Orgelbauunternehmen allerdings erst am Dienstag nach Ostern 1910 (21. April) mit der Arbeit beginnen und noch im selben Jahr erfolgreich abschließen (Opus 1045). Der noch immer fehlende Restbetrag der Baukosten sollte durch ein von der evangelischen Kirchengemeinde veranstaltetes festliches Kirchenkonzert am 25. Mai 1914 eingebracht werden, an dem das für die Kurkonzerte verpflichtete „Wiener-Konzertvereins-Orchester“ (Vorläufer der Wiener Symphoniker), „namhafte Gesangskräfte“ und der eigene Kirchenchor beteiligt waren. Solist an der Orgel war der damalige Hauptlehrer der evangelischen Volksschule, Valentin Horn, der viele Jahre lang auch der Organist der Kirche war.

### Orgelneubau von 1979
Im Jahr 1975 wurden die Pläne zum Neubau einer Orgel konkretisiert, obwohl schon 15 Jahre zuvor die Notwendigkeit eines Neubaus erkannt worden war, doch zugunsten des Baues zweier Pfarrhäuser und des Gemeindehauses verschoben worden war. Zwei Jahre später, erhielt die Orgelbaufirma G. F. Steinmeyer 1977 den offiziellen Auftrag und baute unter Verwendung alten Pfeifenbestandes eine neue Orgel als Opus 2341. Diese noch heute bestehende Orgel wurde am 6. Mai 1979 offiziell eingeweiht. Zuletzt wurde sie im Jahr 1993 vom Bad Kissinger Orgelbaumeister Michael Stumpf und Jean-Paul Edouard umintoniert. Das Instrument hat mechanische Schleifladen, mechanische Koppeln und elektropneumatische Registertrakturen.
| I Hauptwerk C–g3 |                  |       |
| 1.               | Bourdon          | 16′   |
| 2.               | Prinzipal        | 8′    |
| 3.               | Gemshorn         | 8′    |
| 4.               | Oktave           | 4′    |
| 5.               | Flûte harmonique | 4′    |
| 6.               | Quinte           | 2 ⁄3′ |
| 7.               | Superoktave      | 2′    |
| 8.               | Mixtur V         | 2′    |
| 9.               | Trompette        | 8′    |

| II Positiv C–g3 |                 |       |
| 10.             | Bourdon         | 8′    |
| 11.             | Prinzipal       | 4′    |
| 12.             | Rohrflöte       | 4′    |
| 13.             | Oktave          | 2′    |
| 14.             | Quinte          | 1 ⁄3′ |
| 15.             | Sesquialtera II | 2 ⁄3′ |
| 16.             | Regal           | 8′    |
|                 | Tremulant       |       |

| III Schwellwerk C–g3 |                      |    |
| 17.                  | Cor de Nuit          | 8′ |
| 18.                  | Salicional           | 8′ |
| 19.                  | Voix céleste (ab c0) | 8′ |
| 20.                  | Prinzipal            | 4′ |
| 21.                  | Flûte                | 4′ |
| 22.                  | Blockflöte           | 2′ |
| 23.                  | Plein Jeu V          | 2′ |
| 24.                  | Trompette harmonique | 8′ |
| 25.                  | Hautbois             | 8′ |
| 26.                  | Clairon              | 4′ |
| 27.                  | Voix humaine         | 8′ |
|                      | Tremulant            |    |

| Pedal C–f1 |             |         |
| 28.        | Subbaß      | 16′     |
| 29.        | Quinte      | 10 2⁄3′ |
| 30.        | Oktavbaß    | 8′      |
| 31.        | Gedecktbaß  | 8′      |
| 32.        | Choralbaß   | 4′      |
| 33.        | Koppelflöte | 4′      |
| 34.        | Mixtur IV   | 2 ⁄3′   |
| 35.        | Posaune     | 16′     |
| 36.        | Schalmey    | 4′      |
|            | Tremulant   |         |

- Koppeln: II/I, III/I, III/II, I/P, II/P, III/P
- Spielhilfen: Tutti, 128-fache Setzeranlage, Crescendowalze.

## Ansichten

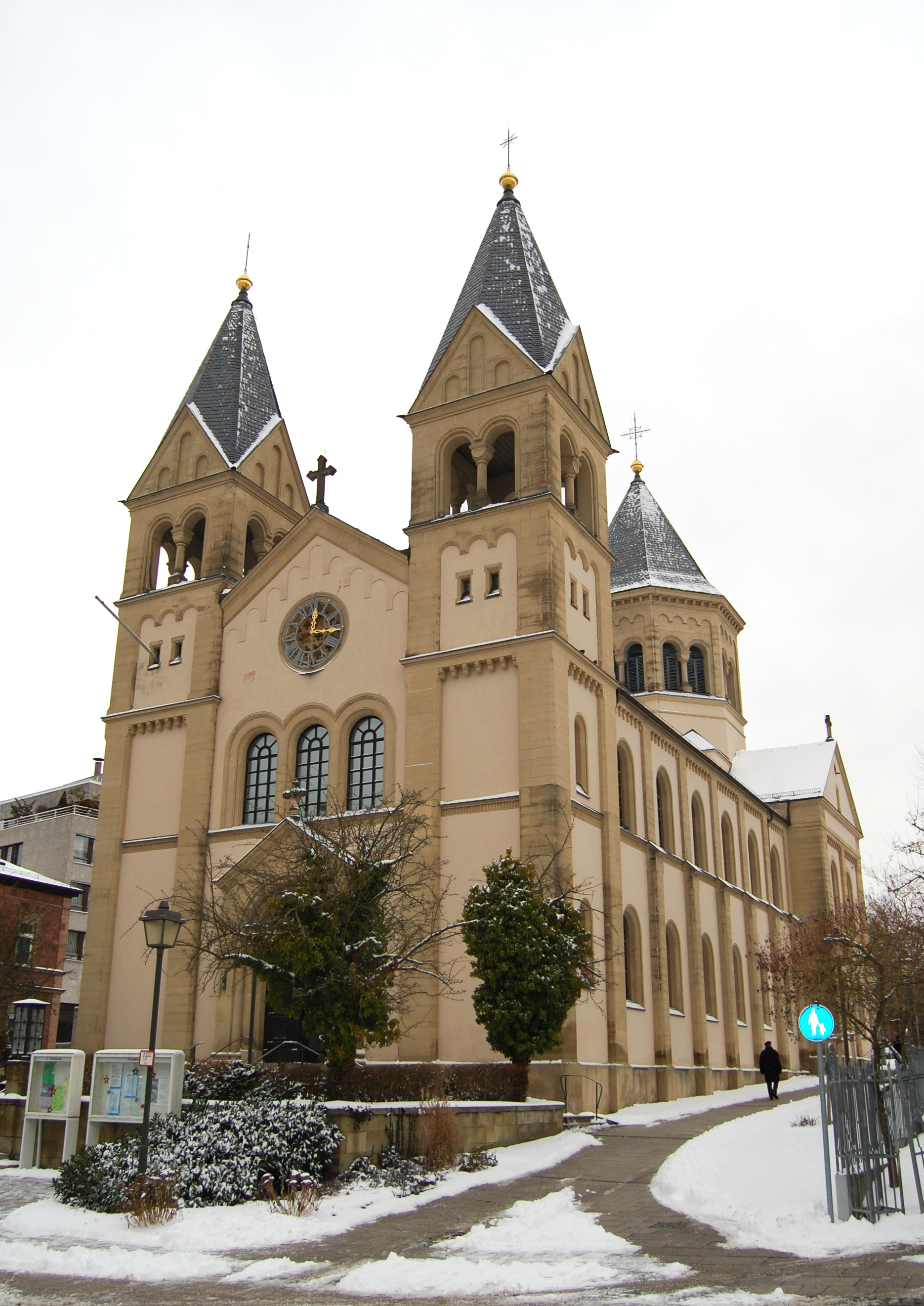
Vorderansicht
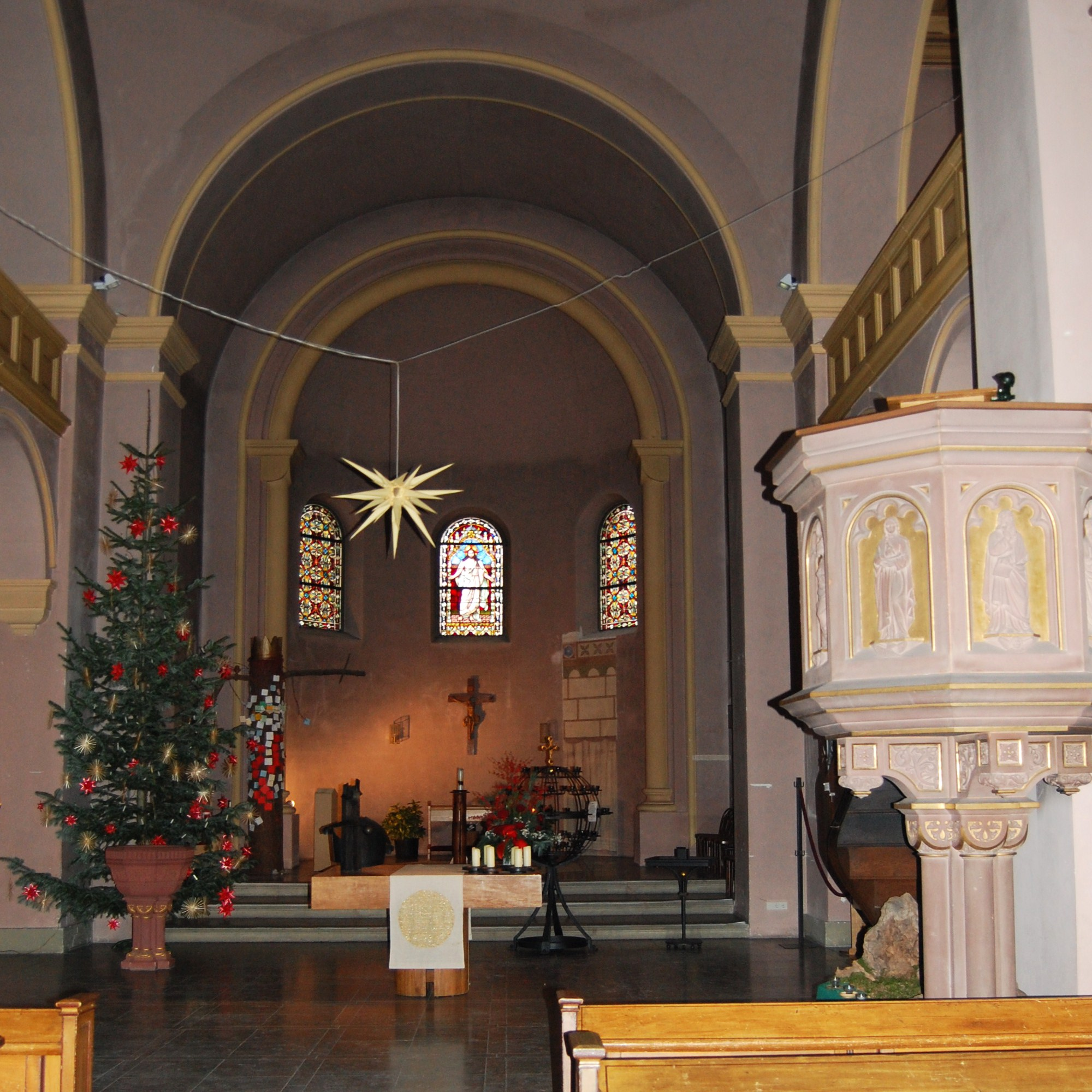
Altarraum (2010) mit steinerner Kanzel
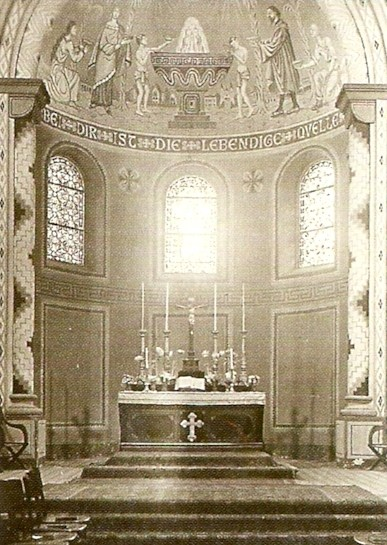
Altarraum (um 1910)
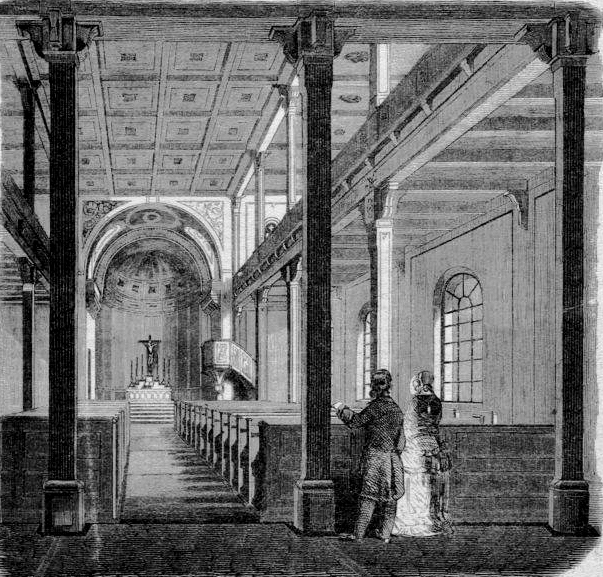
Blick ins Bethaus (1847)